# Roberto Scarone
Roberto Scarone (Montevideo, 16 luglio 1917 – Montevideo, 25 aprile 1994) è stato un allenatore di calcio e calciatore uruguaiano, di ruolo difensore.
Nel 1960 vince la prima edizione della Coppa Libertadores, alla guida del Peñarol. Si ripete l'anno seguente: è il primo tecnico a vincere due edizioni consecutive della Libertadores. Nel 1961 vince anche l'Intercontinentale – dopo aver perso l'anno prima contro il Real Madrid – battendo il Benfica campione d'Europa di Béla Guttmann e di Eusébio.
Da manager ha vinto in Perù (1957, 1969 e 1971 con il Centro Iqueño), in patria per tre anni consecutivi col Peñarol e nel 1966 alle redini del Nacional e anche in Messico, dove nel 1966 s'impone come allenatore del Club América. Ha allenato anche in Argentina, Cile, Colombia e Paraguay con alterne fortune.

## Palmarès

### Allenatore

#### Competizioni nazionali
- Campionato peruviano: 3

Centro Iqueño: 1957, 1969, 1971
- Campionato uruguaiano: 4

Peñarol: 1959, 1960, 1961
Nacional: 1966
- Campionato messicano: 1

América: 1965-1966

#### Competizioni internazionali
- Coppa Libertadores: 2

Peñarol: 1960, 1961
- Coppa Intercontinentale: 1

Peñarol: 1961